# Michael Thwaite
Michael Errol Thwaite (Cairns, 2 maggio 1983) è un ex calciatore australiano, di ruolo difensore.

## Palmarès

### Competizioni Nazionali
- Campionato australiano: 1

Melbourne Victory: 2008-2009